# Eduard Regenbrecht
Michael Eduard Regenbrecht (* 22. August 1791 in Braunsberg; † 9. Juni 1849 in Breslau) war ein deutscher Rechtswissenschaftler und Hochschullehrer.

## Leben
Eduard Regenbrecht sollte zunächst Kaufmann werden, entschied sich dann aber für ein juristisches Studium an der Universität Breslau, welches er 1813 unterbrach, um für Preußen an den Befreiungskriegen teilzunehmen. In diesen erwarb er sich als Offizier das Eiserne Kreuz II. Klasse. Nach dem Kriegsdienst nahm er seine rechtswissenschaftlichen Studien wieder auf und studierte an den Universitäten in Breslau, Göttingen und Berlin. Während seines Studiums war er 1817 Mitstifter der Burschenschaft Teutonia Breslau. In Berlin wurde er 1820 zum Doktor der Rechte promoviert. Zusammen mit Ernst Theodor Gaupp habilitierte er sich im selben Jahr an der Universität Breslau.
1821 erfolgte die Ernennung Regenbrechts zum außerordentlichen, dann 1826 die Ernennung zum ordentlichen Professor an der Universität Breslau. Diese Stellung hatte er bis zu seinem Tod inne. In seinen Schriften widmete er sich vor allem kirchenrechtlichen und rechtsgeschichtlichen Themen. In den Jahren 1843 und 1844 war er zudem Rektor der Universität.
Beeinflusst durch die Bewegung um Johannes Ronge trat Regenbrecht 1845 aus der römisch-katholischen Kirche aus. Er begründete diesen Schritt in der Erklärung an den Bisthumsverweser und Weihbischof Dr. Latussek über seinen Austritt aus der römisch-katholischen Kirche. Zum Ende des Jahres 1846 trat er auch aus der deutsch-katholischen Gemeinde aus, da er unter der Führung von Christian Gottfried Daniel Nees von Esenbeck keine Zukunft für diese sah. Er starb an der Cholera.
Der katholische Theologe und Philosoph Johann Josef Regenbrecht war sein Bruder.

## Schriften
- Dissertatio de acquirendo rerum dominio, Berlau 1820.
- De origine regiminis ecclesiastici, Breslau 1824.
- De canonibus apostolorum et codice ecclesiae Hispanae, 1828.
- Erklärung des Professors des kanonischen Rechts an der hiesigen Universität Regenbrecht an den Bisthums-Verweser und Weihbischof Dr. Latussek über sein Ausscheiden aus der römisch-katholischen Kirche. Gosohorsky, Breslau 1844.